# 에르칸 국제공항

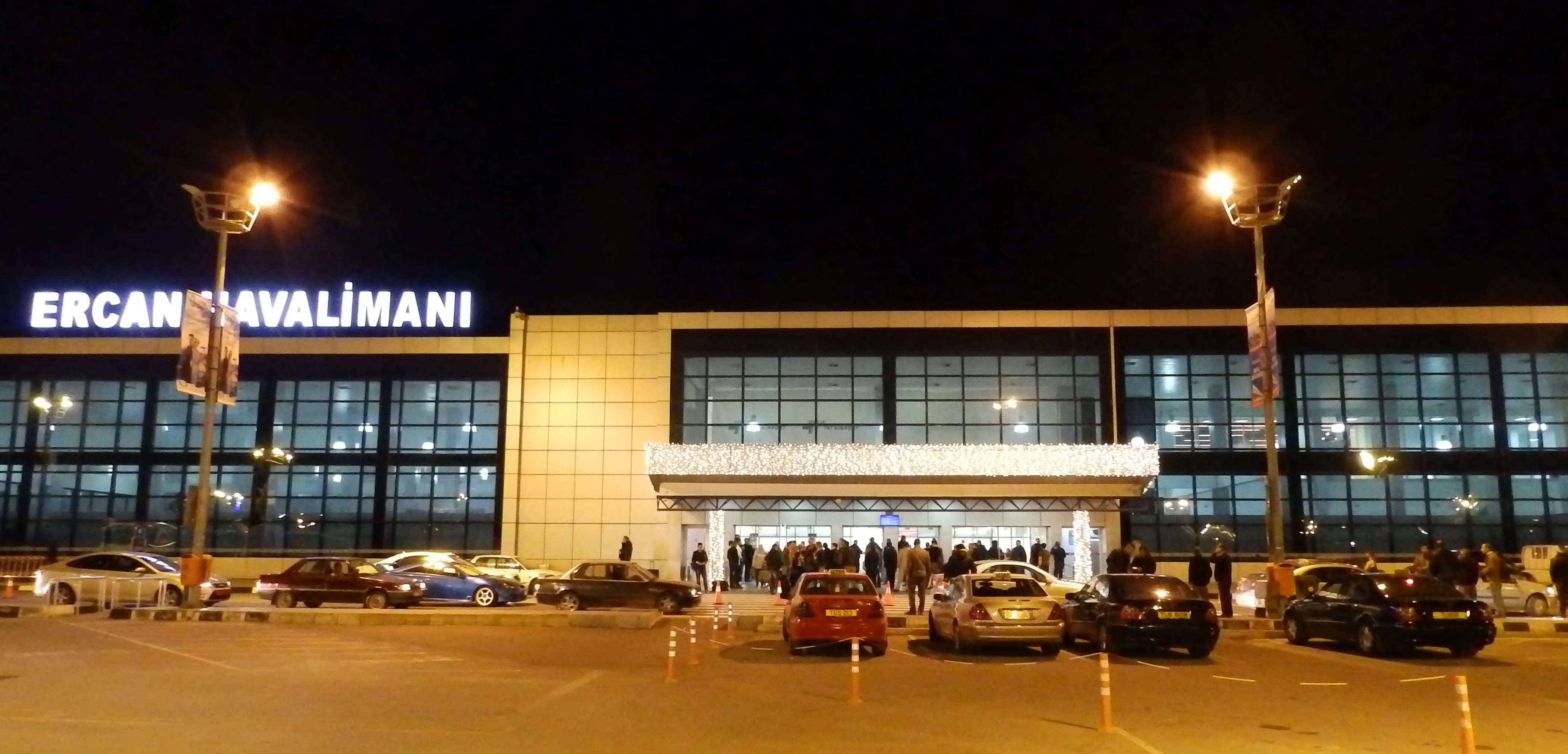

에르칸 국제공항(Ercan International Airport, Ercan Uluslararası Havalimanı, IATA: ECN, ICAO: LCEN)은 북키프로스의 주요 민간 공항이다. 팀부 빌리지 주변 노스니코시아에서 동쪽으로 약 13킬로미터 지점에 위치해 있다.
이 공항으로의 비행은 국제적으로 금지되어 있다. 직항편들이 튀르키예에서만 이루어지며 다른 국가에서 북키프로스로 비행하는 모든 비행기들은 튀르키예에서 잠시 머물러야 한다. 이러한 어려움과 불편함으로 인해 키프로스 공화국 여권을 소지한 튀르키예계 키프로스인들은 라르나카 국제공항 이용을 선호하지만, 튀르키예로부터 오는 여행객들에게는 이 옵션이 가능하지 않다.
2022년 5월 2터미널과 2활주로가 새로 신설될 예정이다.